# 散位
散位（さんい/さんに）とは、日本の律令制において、内外の官司に執掌を持たず、位階のみを持つ者。なお、散官（さんかん）という別称もある。唐にも散官の制度があり、文官には光禄大夫などの文散官、武官には鎮軍大将軍などの武散官が与えられていたが、品階を有する全ての官人に与えられる性格のものであり、実態としては日本における位階に近い。他の別称としては、女嬬・采女などの下級女官や地方の国衙に仕えた雑任などを指す散事（さんじ）や、同じく地方の雑任を指した散仕（さんじ）がある。

## 概要
律令制において官司の数やその職員の定員に制約がある以上、職事官あるいは官位相当制に相応しい官職を全ての官人に与えることは困難であり、特に蔭子・位子による優遇が大きかった日本では散位の者が発生することが予想されていた。
例えば、蔭子・位子の中で執掌が与えられていない者、致仕や行政整理による廃官によって執掌を失った者、位階の昇進によって次の執掌を与えられるまで散位に編入される者、病気や服喪によって解官された者、白丁・无位（無位）から考によって位階を授けられたものの執掌が与えられていない者、財物などを献上して叙位された者などを指す。
在京の五位以上は散位寮に長上し、六位以下は在京の者は散位寮に分番で仕え、地方在住者は現地の国衙に分番で仕えた。彼らは式部省の補任によって散位身分のまま兼帯する形で造寺司などの令制外の機関職員に派遣されたり、国司の補任によって国衙の目代や在庁官人、雑任に補任されたり、その他様々な形態で内外の官司に派遣されて雑務に従事した。後に散位の増加に対応するために定額（定員）を定め、定額から外れた者は出仕の代わりに続労銭を納めて勤務実績（労）の代替とした。
なお、「才職不相当（職に見合うだけの才能を持っていない場合）」（選叙令散位条）に散位に配される場合もあり、本来は自称する性格のものではなかった。だが、世襲の地位であり、官位相当制の対象外であった郡司においては位階に叙せられること、すなわち散位は譜第としての性格や課役免除の特権の存在など、一般の農民との違いを示す重要な指標となり得た。そのため、郡司や刀禰など在地の有力者が位階を得て文書において「散位」と位署することが広く行われていた。